# Oliver Perry Hay
Aquest autor és citat en taxonomia animal amb el nom «Hay».
Oliver Perry Hay (22 de maig del 1846 – 2 de novembre del 1930) fou un professor i paleontòleg estatunidenc. El 1912 rebé el càrrec de soci d'investigació a l'Institut Carnegie, i se li donà espai de treball al Museu Nacional dels Estats Units. Allí dugué a terme molta feina amb les col·leccions de paleontologia dels vertebrats del museu. Publicà moltes obres sobre les tortugues fòssils i els mamífers del Plistocè. Els catàlegs que compilà foren una gran contribució a l'enregistrament del coneixement existent aleshores i esdevingueren referències estàndard. Les seves obres d'entre el 1911 i el 1930 estan emmagatzemades a la Smithsonian Institution.

## Llista parcial d'obres
- Hay, Oliver Perry. The Batrachians and Reptiles of Indiana.  Original de la Universitat of Michigan: Wm. B. Burford, 1892, p. 204 Pages.

- Hay, Oliver Perry. Bibliography and Catalogue of the Fossil Vertebrata of North America.  Govt. Print. Off., 1902, p. 868 pages.